# Robredarcas
Robredarcas fue una localidad española, hoy día deshabitada, de la provincia de Guadalajara. El despoblado se encuentra en el término municipal de Semillas.

## Historia
A mediados del siglo XIX, el lugar, por entonces con ayuntamiento propio, contaba con una población censada de 50 habitantes. La localidad aparece descrita en el decimotercer volumen del Diccionario geográfico-estadístico-histórico de España y sus posesiones de Ultramar de Pascual Madoz de la siguiente manera:

ROBREDARCAS: l. con ayunt. en la prov. de Guadalajara (7 leg.), part. jud. de Atienza (5), aud. terr. de Madrid (117), c. g. de Castilla la Nueva, dióc. de Sigüenza (7). sit. en una sierra bastante elevada con buena ventilacion y clima frio; tiene 31 casas; escuela de instruccion primaria dotada con 20 fan. de centeno; 2 fuentes de aguas ferruginosas; una igl. parr. (Sta. Cruz) matriz de la de San Totis, servida por un cura cuya plaza es de entrada y de provision real ú ordinaria; hay un cementerio sit. al N. de la pobl., de modo que no ofende á la salubridad pública: confina el térm. con los de Semillas, Zarzuela, Veguillas y San Tirso: el terreno que participa de quebrado y llano, es de inferior calidad y casi todo de secano, le atraviesan 2 pequeños riach.; comprende algunos prados y buenos montes poblados de encina, roble, jaras y brezo: caminos los locales, de herradura y el que llevan las carretas que de Galve y Condemios conducen maderas á Madrid: correo se recibe y despacha en Cogolludo. prod.: centeno, patatas, judias, leñas de combustible y carboneo, y buenos pastos con los que se mantiene ganado lanar y cabrio. ind.: la agrícola y el carboneo. pobl.: 14 vec. 50 alm. cap. prod.: 636,600 rs. imp.: 191,000. contr.: 964.
(Madoz, 1849, p. 527)

Hacia la década de 1850 fue absorbido por Las Cabezadas, que más adelante se integró en el municipio de Secarro. Posteriormente Secarro pasó a denominarse Semillas.